# Jean-François-Ghislain Huleu
Jean-François-Ghislain Huleu (ook Jan Frans Ghisleen Huleu, Geraardsbergen, gedoopt 17 december 1746 - Mechelen, 16 juni 1815) was een Zuid-Nederlandse priester, actief als seminariepresident en vicaris-generaal in het aartsbisdom Mechelen.

## Levensloop
François Huleu was een zoon van Jean-François Huleu (1696-1788) en Livina Casteur (?-1750). Hij volgde een humanioraopleiding in de Sint-Adriaansabdij en daarna lessen dialectiek in Gent en filosofie in Leuven. In 1765 startte hij zijn studie theologie in het Heilige Geestcollege van de Leuvense universiteit. Op 25 mei 1771 werd Huleu tot priester gewijd door aartsbisschop Van Frankenberg. In 1773 werd hij benoemd tot secretaris van het aartsbisdom Mechelen. Hij werd in 1775 president van het seminarie in Mechelen maar moest op bevel van de overheid op 19 februari 1787 Mechelen verlaten. Het jaar erop werd het Mechelse seminarie afgeschaft en ontruimd in het kader van de kerkelijke politiek van keizer Jozef II. Bij de inval van de Fransen in 1794 vluchtte Huleu naar Maaseik en vervolgens naar Westfalen en Rome. Hij keerde terug naar Mechelen en op zijn advies beloofde Van Frankenberg trouw aan de wetten van de Republiek. Van Frankenberg had al snel spijt van deze beslissing en op 22 juli 1797 onthief hij Huleu uit zijn functie van vicaris-generaal en verbood hij hem de toegang tot het seminarie. In tegenstelling tot de overgrote meerderheid van zijn medepriesters legde Huleu in 1798 wel de eed van haat tegen het koningschap af en werd het boegbeeld van deze groep "collaborerende" priesters. Tot 1802 was hij aartspriester van de Sint-Romboutskathedraal. Huleu werd na het Concordaat van 1801 door de nieuwe aartsbisschop de Roquelaure opnieuw benoemd als zijn secretaris en vicaris-generaal. En in 1808 werd hij opnieuw professor aan het seminarie dat in 1803 opnieuw was opgericht. In 1806 stichtte hij in Mechelen de Congregatie van de Zusters van Liefde, die onderwijs voorzagen aan de armen. Na het ontslag van de Roquelaure op 26 september 1808 namen zijn vicarissen-generaal Huleu en Joseph Forgeur het geestelijke bestuur van het aartsbisdom waar. De nieuwe aartsbisschop Dominique Dufour de Pradt zetelde immers niet effectief in Mechelen.

## Werken
Huleu schreef in 1795 een Waerschouwinge aen het volk waarin hij de eed van trouw aan de wetten van de Republiek verdedigde. Hij schreef de Nederlandse vertaling van de keizerlijke cathechismus die werd ingevoerd vanaf 1806 maar veel tegenstand opriep.